# Journal of Statistical Software
Le Journal of Statistical Software (ou JSS) est une revue scientifique spécialisée dans le développement de logiciels autour des statistiques fondée en 1996 par Jan de Leeuw (en).